# Roodkopbladspeurder
De roodkopbladspeurder (Clibanornis erythrocephalus) is een zangvogel uit de familie Furnariidae (ovenvogels).

## Verspreiding en leefgebied
Deze soort telt twee ondersoorten:
- C. e. erythrocephalus: zuidwestelijk Ecuador en extreem noordwestelijk Peru (Tumbes).
- C. e. palamblae: noordwestelijk Peru (Piura, Lambayeque).

## Status
De grootte van de populatie wordt geschat op 2500-10.000 volwassen vogels. Op de Rode lijst van de IUCN heeft deze soort de status gevoelig.